# Dispositivo Chrome
Un Dispositivo Chrome es un ordenador personal que trabaja con el sistema operativo Google Chrome OS Flex o cualquier variante de Chromium OS. Los dispositivos son iguales a las computadora personal,  pero que tiende a ser una combinación entre el cliente en nube puro y los portátiles tradicionales.
Un Dispositivo Chrome no es lo mismo que un Chromebook, pero ambos son tratados de la misma manera. Un Dispositivo Chrome es cualquier equipo admitido que pueda ejecutar Chrome OS Flex o alguna variante de Chromium OS, no poseen las medidas de seguridad de los Chromebooks y mayormente es hardware no compatible con sistemas modernos.

### Origen del término
Al igual que Chrome, Chrome OS liberó su código fuente, autonombrado Chromium OS, con la finalidad de mejorar el sistema con ayuda de desarrolladores externos. Sin embargo al igual que Chromium, los desarrolladores comenzaron a crear sus propias versiones basadas en Chromium OS, y con las nuevas versiones del kernel de Linux, la compatibilidad con hardware externo creció, por lo que The Chromium Projects hizo un nuevo término para diferenciar a los Chromebook de las instalaciones externas y al mismo tiempo darle un nombre a las instalaciones externas.

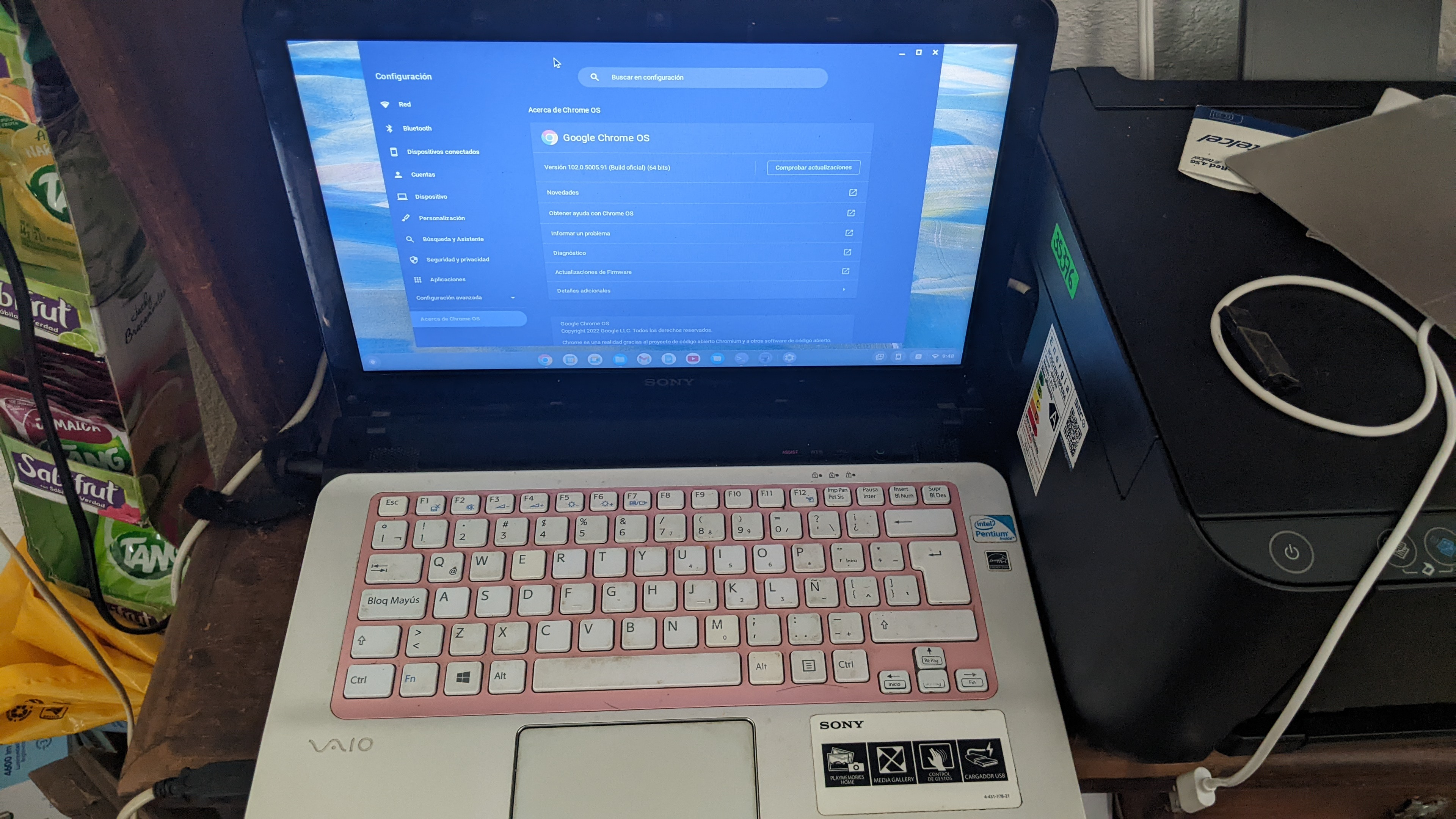
Una Sony Vaio SVE1411DU con el Sistema Operativo Chrome Flex instalado. Considerado por el propio sistema como Dispositivo Chrome y reconocido como Chromebook por los servidores de Google.

## Dispositivos Chrome certificados
Los siguientes son Dispositivos Chrome certificados por Google LLC en los cuales se pueden instalar Chrome OS Flex y cualquier variante de Chromium OS con soporte oficial. Todas las funciones del Sistema Operativo Chrome son admitidas, el hardware es reconocido y no hay errores en los mismos.

### Acer
- Acer Aspire 3 A315
- Acer Aspire E3-111
- Acer Aspire One 11 AO1-132
- Acer Aspire V5 131
- Acer Aspire V5-122P
- Acer uno 14 Z2-485
- acer r3-131t
- Acer Travelmate B113-E
- Acer TravelMate B115-MP
- Acer TravelMate B3 B311
- Acer TravelMate Spin B118-G2-RN
- Acer TravelMate Spin B118-RN
- Acer Veriton L4630G

### Advantech
- Advantech DS-570
- Advantech UTC-520F

### AOPEN
- AOpen eTILE 19M AiO
- AOPEN DE3650
- AOPEN DE3450

### Apple
- Apple Mac Mini 7,1
- Apple Macbook 7,1
- Apple Macbook Air 5,1
- Apple Macbook Pro 9,2

### ASUS
- ASUS EeeBook E402SA
- ASUS Vivobook Flip 14 TP401NA
- ASUS VivoBook L203MA

### Dell
- Dell Inspiron 15 3531
- Dell Inspiron 3280 AiO
- Dell Inspiron N5010
- Dell Latitude 3150
- Dell Latitude 3160
- Dell Latitude 3180
- Dell Latitude 3189
- Dell Latitude 3190
- Dell Latitude 3190 2-in-1
- Dell Latitude 3330
- Dell Latitude 3340
- Dell Latitude 3350
- Dell Latitude 3380
- Dell Latitude 3390 2-in-1
- Dell Latitude 3400
- Dell Latitude 3410
- Dell Latitude 3440
- Dell Latitude 3450
- Dell Latitude 3460
- Dell Latitude 3470
- Dell Latitude 3480
- Dell Latitude 3490
- Dell Latitude 3510
- Dell Latitude 5290
- Dell Latitude 5400
- Dell Latitude 5420
- Dell Latitude 5480
- Dell Latitude 7280
- Dell Latitude 7480

### Elo
- Elo 19M2 Rev A

### Intel
- Intel Compute Stick STK2m364CC
- Intel NUC D34010WYK
- Intel NUC DC3217IYE
- Intel NUC NUC10i7FNH
- Intel NUC NUC5CPYH
- Intel NUC NUC5i3RYH
- Intel NUC NUC7i3BNH
- Intel NUC NUC8i7BEH

### Microsoft
- Microsoft Surface Laptop SE

### Minisforum
- Minisforum S41

### Panasonic
- Panasonic Toughbook FZ55

### Toshiba
- Toshiba Satellite C55-B
- Toshiba Satellite Pro R50-B
- Toshiba Tecra C40-C

### Zotac
- Zotac MA761
- Zotac ZBOX CI327
- Zotac ZBOX CI329 nano
- Zotac ZBOX MA760

## Características
- Las Dispositivos Chrome prometen a iniciar más rápido que el sistema operativo original y estos son compatibles con los estándares web actuales.
- Son totalmente compatibles con hardware de 10 años, incluyendo procesador, WIFI, Bluetooth, componentes privados.[4]
- Las aplicaciones, los documentos y la configuración de cada usuario se almacenan en la nube, mientras que las Descargas se almacenan de forma local.
- Tiene integrado el acceso a Google Drive, Google Docs, Google Slides, Google Sheets y otras.
- En estado Beta, los Dispositivos Chrome pueden ejecutar herramientas, editores e IDEs de Linux.[5]
- Incluye un Modo de invitado para usar el Dispositivo Chrome de forma privada.[6]
- El Dispositivo Chrome se actualiza de manera automática, si usa Chrome OS Flex.[7]
- No posee todas las funciones de seguridad integradas en los Chromebook.[8]

## Diferencias con los Chromebooks
Chrome OS y Chrome OS Flex comparten tecnología subyacente y herramientas de gestión. Cuando instala Chrome OS Flex en dispositivos Windows, Mac o Linux, obtiene la mayoría de las funciones y beneficios de Chrome OS. Sin embargo, Chrome OS Flex tiene algunas diferencias importantes en comparación con Chrome OS, que solo está disponible en Chromebooks, Chromeboxes y Chromebases.
- Arranque verificado y chip de seguridad de Google: los Chromebooks contienen un chip de seguridad de Google que ayuda a proteger el sistema y verificar que el hardware y el sistema operativo sean confiables. Debido a que los Dispositivos Chrome no contienen un chip de seguridad de Google, el procedimiento de inicio verificado de Chrome OS no está disponible en ellos.
- Actualizaciones de firmware: a diferencia de los Chromebooks, los Dispositivos Chrome no administran ni actualizan automáticamente su BIOS o firmware UEFI. En su lugar, los OEM de dispositivos proporcionan actualizaciones. Los procedimientos de actualización varían según el modelo y deben ser administrados por administradores de dispositivos.
- TPM y cifrado: al igual que Chrome OS, Chrome OS Flex cifra automáticamente los datos del usuario. Sin embargo, no todos los Dispositivos Chrome tienen un módulo de plataforma segura (TPM) compatible para proteger las claves de cifrado a nivel de hardware. Sin un TPM compatible, los datos aún están encriptados, pero pueden ser más vulnerables a los ataques.
- Diferencias de teclado: los Dispositivos Chrome no comparten el diseño de teclado de los Chromebooks . En cambio, tienen su diseño de sistema operativo y accesos directos originales. Por lo tanto, en los Dispositivos Chrome, algunos métodos abreviados de teclado o teclas de función no funcionan igual que los Chromebook.
- Puertos y funciones no probados o compatibles con los Dispositivos Chrome: algunas capacidades de hardware en dispositivos Windows, Mac y Linux no son oficialmente compatibles con Chrome OS Flex o Chromium OS. Es posible que no funcionen como se esperaba, o incluso que no funcionen en absoluto.

Incluso si estos puertos o funciones funcionan en dispositivos, no se prueban ni mantienen en Chrome OS Flex. Los puertos y funciones no admitidos incluyen:
1. Unidades de CD y DVD
2. Lectores de huellas dactilares
3. Puertos FireWire
4. Cámaras infrarrojas (IR) y de reconocimiento facial
5. Conectores y muelles patentados
6. Entrada de lápiz óptico y lápiz activo
7. Funcionalidad Thunderbolt (Aunque la funcionalidad Thunderbolt no es compatible, los puertos Thunderbolt que usan USB-C o mini-Displayport aún se pueden usar para cualquier funcionalidad USB3, USB4 y Displayport de la que sea capaz el puerto).

## Problemas encontrados
- No se puede acceder a una segunda pantalla,[10] Google prometió que arreglaría este error en futuras actualizaciones de software.
- Un error de Google en una letra puede bloquear Dispositivos Chrome que usen Chrome OS Flex, usuarios que intentaban iniciar sesión en Chromebooks, eran expulsados.[11]
- Varios usuarios se quejan de no poder colocar Bloqueo de mayúsculas en los Chromebook, en Google lanzó un anuncio[12] explicando la solución. En los Dispositivos Chrome no hay ningún problema debido a que conservan su teclado original, pero hay errores en lo que se les notifica que las letras mayúsculas están activas aunque no sean así.
- Aunque Google promete un arranque de 6 segundos en los Chromebook, los Dispositivos Chrome no pueden realizarlos por el hardware que están usando.
- Las actualizaciones de los Dispositivos Chrome a veces producen bloqueos y errores en el dispositivo.[13]